# Okręg Basse-Terre
Okręg Basse-Terre (fr. Arrondissement de Basse-Terre) – okręg na Gwadelupie. Populacja wynosi 190 tysięcy.

## Podział administracyjny
W skład okręgu wchodzą następujące kantony:
- Baie-Mahault,
- Basse-Terre-1,
- Basse-Terre-2,
- Bouillante,
- Capesterre-Belle-Eau-1,
- Capesterre-Belle-Eau-2,
- Gourbeyre,
- Goyave,
- Petit-Bourg,
- Lamentin,
- Pointe-Noire,
- Saint-Claude,
- Sainte-Rose-1,
- Sainte-Rose-2,
- Saintes,
- Trois-Rivières,
- Vieux-Habitants.